# Ryan Adams and The Cardinals
Ryan Adams and The Cardinals (también conocidos como The Cardinals) es una banda norteamericana de rock, country y folk, formada  y liderada por el cantante y compositor Ryan Adams desde el año 2004 hasta el 2009. Ha publicado con Adams un total de seis álbumes, Cold Roses, Jacksonville City Nights, Follow the Lights, Cardinology, Easy Tiger (aunque acreditado sólo a Adams, la banda participó en su grabación) y III/IV. Respecto al nombre del grupo, Adams ha declarado que sugirió The Cardinals porque así se llamaba el equipo de fútbol americano de su instituto.
En 2009, Adams abandonó la banda para dedicarse a proyectos más personales y para recuperarse de la enfermedad de Ménière. Desde entonces, el futuro del grupo se encuentra en suspenso de forma indefinida.
La banda ha grabado también un disco con Willie Nelson, Songbird, en 2006, y, tras la partida de Adams en 2009, otro con la cantante y compositora Gin Wigmore.

## Miembros del grupo
- Ryan Adams – voz, guitarra, piano, armónica y banjo (2004–2009)
- Brad Pemberton – batería y percusión (2004–2009)
- Neal Casal – guitarra, piano y coros (2005–2009)
- Jon Graboff – steel guitar, mandolina, guitarra y coros (2005–2009)
- Chris Feinstein – bajo y coros (2006–2009)
- Catherine Popper – bajo, voz y piano (2004–2006)
- J. P. Bowersock – guitarra(2004–2005)
- Cindy Cashdollar – steel guitar, lap steel, guitarra y voz (2004–2005)
- Jamie Candiloro – piano y teclado (2006-2007)

## Discografía

### Con Ryan Adams
- 2005: Cold Roses
- 2005: Jacksonville City Nights
- 2007: Easy Tiger (acreditado a Ryan Adams en solitario, aunque la formación participó en su grabación)
- 2007: Follow the Lights, E.P.
- 2008: Cardinology
- 2010: III/IV
- 2011: Class Mythology, E.P.
- 2023: Alive (Volume 1)

### Con Willie Nelson
- 2006: Songbird

### Con Gin Wigmore
- 2009: Holy Smoke